# Venkatagirikota
Venkatagiri Kota (còn được gọi tắt là V. Kota) là một mandal thuộc huyện Chittoor, bang Andhra Pradesh.

## Geography
Venkatagirikota is located at 13°00′00″B 78°30′00″Đ / 13°B 78,5°Đ. It has an average elevation of 764 meters (2509 feet) above sea level. The village is very close to Karnataka and Tamil Nadu state borders. Bairupalli village is situated near Venkatagiri Kota Town.